# Moonak
Moonak é uma cidade e uma nagar panchayat no distrito de Sangrur, no estado indiano de Punjab.

## Demografia
Segundo o censo de 2001, Moonak tinha uma população de 14,928 habitantes. Os indivíduos do sexo masculino constituem 53% da população e os do sexo feminino 47%. Moonak tem uma taxa de literacia de 52%, inferior à média nacional de 59.5%: a literacia no sexo masculino é de 58% e no sexo feminino é de 45%. Em Moonak, 16% da população está abaixo dos 6 anos de idade.